# José Manuel Martínez Rebollar
José Manuel Martínez Rebollar (23 de janeiro de 1993) é um voleibolista profissional mexicano.

## Carreira
José Manuel Martínez é membro da seleção mexicana de voleibol masculino. Em 2016, representou seu país após 48 anos de ausência do país no voleibol nos Jogos Olímpicos de Verão no Rio de Janeiro, que ficou em 12º lugar.